# Mistrzostwa NCAA Division I w Zapasach w 2002
Mistrzostwa NCAA Division I w zapasach rozgrywane były w Albany w dniach 21–23 marca 2002 roku. Zawody odbyły się na terenie Pepsi Arena.
Punkty zdobyło 71 drużyn.
- Outstanding Wrestler – Cael Sanderson[2]

## Wyniki

### Drużynowo
| Kolejność | Szkoła                         | Zespół         |
| --------- | ------------------------------ | -------------- |
| 1.        | University of Minnesota        | Golden Gophers |
| 2.        | Iowa State University          | Cyclones       |
| 3.        | University of Oklahoma         | Sooners        |
| 4.        | University of Iowa             | Hawkeyes       |
| 5.        | Oklahoma State University      | Cowboys        |
| 6.        | Ohio State University          | Buckeyes       |
| 7.        | Lehigh University              | Mountain Hawks |
| 8.        | University of Nebraska–Lincoln | Cornhuskers    |

### All American

#### 125 lb
| Lp. | Zawodnik        | Szkoła         |
| --- | --------------- | -------------- |
| 1.  | Stephen Abas    | Fresno State   |
| 2.  | Luke Eustice    | Iowa           |
| 3.  | Chris Fleeger   | Purdue         |
| 4.  | Ben Vombaur     | Boise State    |
| 5.  | Jason Powell    | Nebraska       |
| 6.  | Skyler Holman   | Oklahoma State |
| 7.  | Travis Lee      | Cornell        |
| 8.  | Chris Rodrigues | North Carolina |

#### 133 lb
| Lp. | Zawodnik        | Szkoła         |
| --- | --------------- | -------------- |
| 1.  | Johnhy Thompson | Oklahoma State |
| 2.  | Ryan Lewis      | Minnesota      |
| 3.  | Witt Durden     | Oklahoma       |
| 4.  | Kevin Black     | Wisconsin      |
| 5.  | David Douglas   | Arizona State  |
| 6.  | Cliff Moore     | Iowa           |
| 7.  | Zach Roberson   | Iowa State     |
| 8.  | Cory Ace        | Edinboro       |

#### 141 lb
| Lp. | Zawodnik       | Szkoła                |
| --- | -------------- | --------------------- |
| 1.  | Aaron Holker   | Iowa State            |
| 2.  | Eric Larkin    | Arizona State         |
| 3.  | Cedic Haymon   | California Poly-State |
| 4.  | Robert Sessley | Ohio State            |
| 5.  | Nate Parker    | Oklahoma              |
| 6.  | Mark Conley    | Navy                  |
| 7.  | Chad Erikson   | Minnesota             |
| 8.  | Mike Maney     | Lock Haven            |

#### 149 lb
| Lp. | Zawodnik       | Szkoła     |
| --- | -------------- | ---------- |
| 1.  | Jared Lawrence | Minnesota  |
| 2.  | Jared Frayer   | Oklahoma   |
| 3.  | Jesse Jantzen  | Harvard    |
| 4.  | Jake Percival  | Ohio       |
| 5.  | JaMarr Billman | Lock Haven |
| 6.  | Bill Maldonado | Iowa State |
| 7.  | Mike Zadick    | Iowa       |
| 8.  | Scott Frohardt | Air Force  |

#### 157 lb
| Lp. | Zawodnik       | Szkoła            |
| --- | -------------- | ----------------- |
| 1.  | Luke Becker    | Minnesota         |
| 2.  | Bryan Snyder   | Nebraska          |
| 3.  | Yoshi Nakamura | Pennsylvania      |
| 4.  | Shane Roller   | Oklahoma State    |
| 5.  | Scott Owen     | Northern Illinois |
| 6.  | Ryan Bertin    | Michigan          |
| 7.  | Gray Maynard   | Michigan State    |
| 8.  | Griff Powell   | Illinois          |

#### 165 lb
| Lp. | Zawodnik      | Szkoła            |
| --- | ------------- | ----------------- |
| 1.  | Joe Heskett   | Iowa State        |
| 2.  | Matt Lackey   | Illinois          |
| 3.  | Tyrone Lewis  | Oklahoma State    |
| 4.  | Eugene Harris | Oregon            |
| 5.  | Mark Fee      | Appalachian State |
| 6.  | Robbie Waller | Oklahoma          |
| 7.  | Josh Henson   | Pennsylvania      |
| 8.  | Doc Vecchio   | Penn State        |

#### 174 lb
| Lp. | Zawodnik       | Szkoła        |
| --- | -------------- | ------------- |
| 1.  | Greg Jones     | West Virginia |
| 2.  | Greg Parker    | Princeton     |
| 3.  | Josh Koscheck  | Edinboro      |
| 4.  | Nathan Coy     | Oregon State  |
| 5.  | Otto Olson     | Michigan      |
| 6.  | Rick Springman | Pennsylvania  |
| 7.  | Terry Parham   | Air Force     |
| 8.  | Michael Barger | Oklahoma      |

#### 184 lb
| Lp. | Zawodnik         | Szkoła        |
| --- | ---------------- | ------------- |
| 1.  | Rob Rohn         | Lehigh        |
| 2.  | Josh Lambrecht   | Oklahoma      |
| 3.  | Jessman Smith    | Iowa          |
| 4.  | Tom Tanis        | Rutgers       |
| 5.  | Damion Hahn      | Minnesota     |
| 6.  | Clint Wattenburg | Cornell       |
| 7.  | Andy Hrovat      | Michigan      |
| 8.  | Kyle Hansen      | Northern Iowa |

#### 197 lb
| Lp. | Zawodnik       | Szkoła        |
| --- | -------------- | ------------- |
| 1.  | Cael Sanderson | Iowa State    |
| 2.  | Jon Trenge     | Lehigh        |
| 3.  | Nick Preston   | Ohio State    |
| 4.  | Owen Elzen     | Minnesota     |
| 5.  | Justin Ruiz    | Nebraska      |
| 6.  | Scott Barker   | Missouri      |
| 7.  | Kyle Smith     | Michigan      |
| 8.  | Jason Payne    | Northern Iowa |

#### 285 lb
| Lp. | Zawodnik        | Szkoła        |
| --- | --------------- | ------------- |
| 1.  | Thomas Rowlands | Ohio State    |
| 2.  | Steve Mocco     | Iowa          |
| 3.  | John Lockhart   | Illinois      |
| 4.  | Jake Vercelli   | Purdue        |
| 5.  | Garrett Lowney  | Minnesota     |
| 6.  | Paul Hynek      | Northern Iowa |
| 7.  | Dawid Rechul    | Harvard       |
| 8.  | Kevin Hoy       | Air Force     |